# Jászárokszállás
Jászárokszállás é uma cidade da Hungria, situada no condado de Jász-Nagykun-Szolnok. Tem 77,17 km² de área e sua população em 2019 foi estimada em 7.691 habitantes.